# Michaela Jaé Rodriguez
Michaela Jaé Rodriguez, född 7 januari 1991 i Newark, New Jersey, är en amerikansk skådespelare.
Rodriguez har bland annat medverkat i TV-serien Loot från 2022. Hon har även medverkat i filmerna Tick, Tick... Boom! från 2021 och Transformers: Rise of the Beasts från 2023.

## Filmografi (i urval)
- 2021: Tick, Tick... Boom!
- 2022: Loot
- 2023: Transformers: Rise of the Beasts